# Rorbu

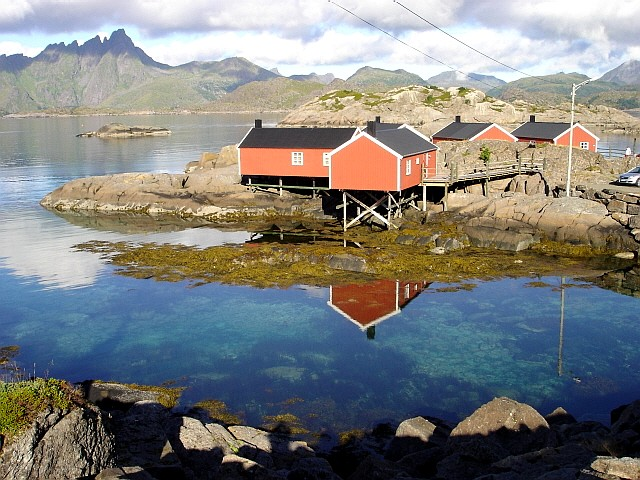
Rorbu als Touristenunterkunft

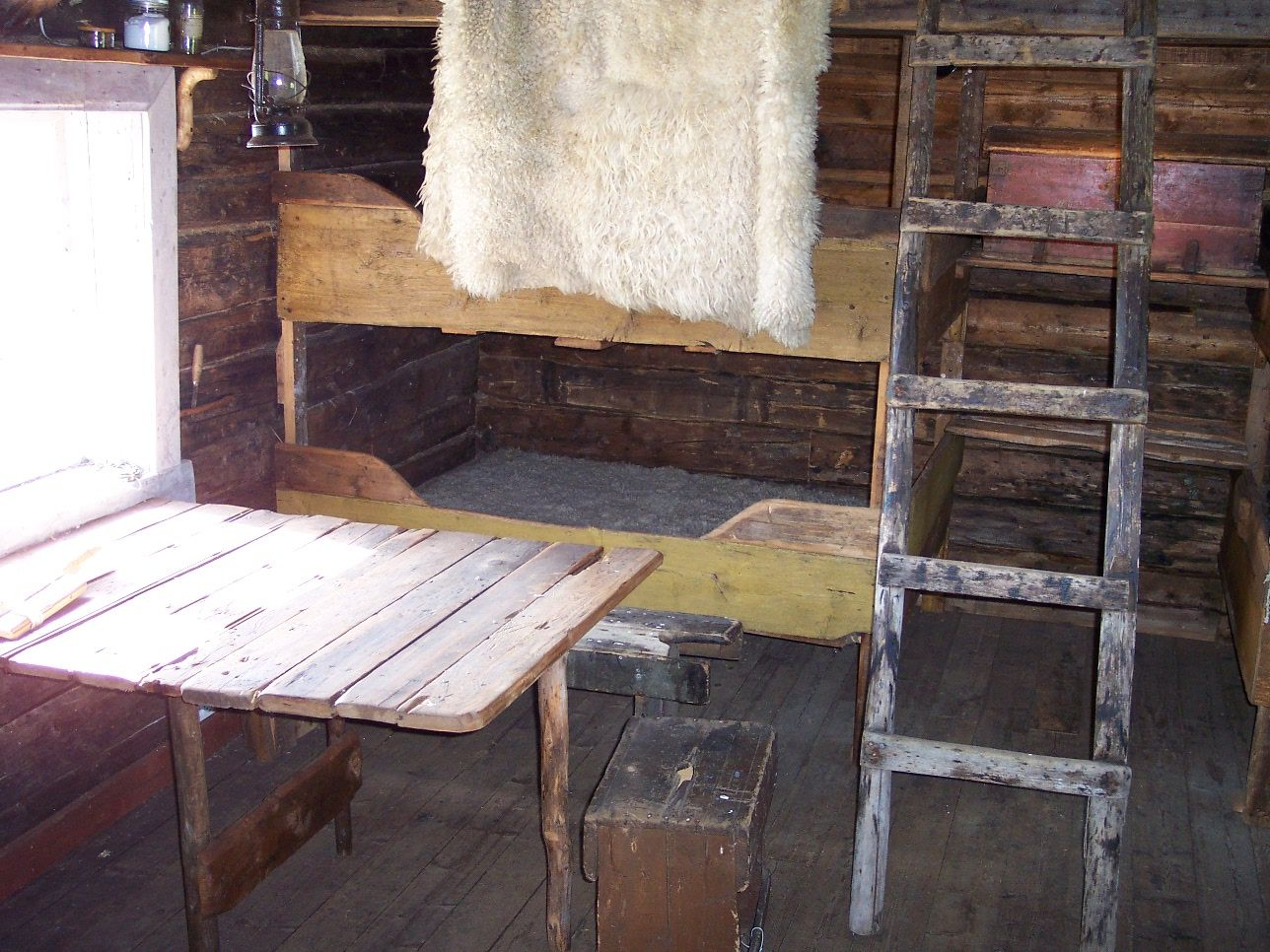
In einem Rorbu

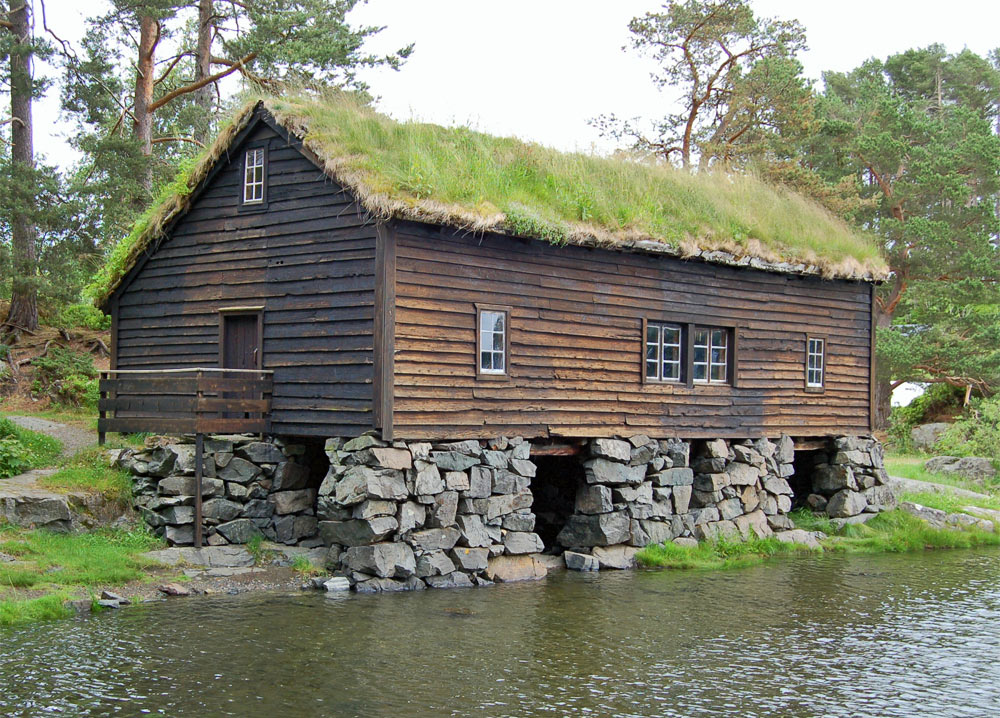
Rorbu im Sunnmøre Museum in Ålesund

Rorbu (plur. Rorbuer) ist die norwegische Bezeichnung für eine nur saisonal genutzte Fischerhütte. Das Wort Rorbu setzt sich aus den Wörtern „Ro“ (Rudern) und „bu“ (Wohnen) zusammen. Die Hütten wurden insbesondere in der Provinz Nordland errichtet und erlaubten das Abfischen von Fischbeständen in Gegenden, in denen ein ganzjähriges Überleben nur mit größter Mühe möglich gewesen wäre, etwa bei der Dorschfischerei.
Ein Rorbu ist aus Holz errichtet und meist mit der früher billigen roten Tranfarbe gegen Witterungseinflüsse geschützt. 
Mehrere Fischer teilten sich das Gebäude. In einigen Gegenden gehörten die Rorbuer kapitalkräftigen Geschäftsleuten, die die Hütten an die Fischer vermieteten. 
Einige Fischereiboote verfügten über eine abnehmbare Kajüte, die als Rorbu verwendet werden konnte.
Nach dem Zweiten Weltkrieg verloren die Rorbuer an Bedeutung, weil zunehmend mit größeren Booten gefischt wurde, die der Mannschaft Unterkunft boten und beheizbar waren. Viele Rorbuer verfielen und wurden abgerissen. Erst ab den 1960er Jahren wurden gut erhaltene Rorbuer restauriert und als rustikale Unterkunft für Touristen angeboten. Viele Rorbuer wurden mit zunehmendem Tourismus sogar neu gebaut.